# Cyangugu
Cyangugu er en by i det vestlige Rwanda, med et indbyggertal (pr. 2002) på ca. 20.000. Byen er hovedstad i landets Rusizi-distrikt, og ligger ved den sydlige bred af Kivusøen. Byen ligger samtidig ved Ruzizifloden, på grænsen til Den Demokratiske Republik Congo.